# Ringer-Europameisterschaften 1997
Die Ringer-Europameisterschaften 1997 fanden im Freistil der Männer und Frauen in Warschau und im griechisch-römischen Stil der Männer in Kouvola statt. Im Vorfeld der Europameisterschaft wurden die Gewichtsklassen geändert.

## Männer Griechisch-römisch

### Ergebnisse
| Klasse | Gold                        | Silber                       | Bronze                |
| ------ | --------------------------- | ---------------------------- | --------------------- |
| -54 kg | Dariusz Jabłoński           | Farhat Mageramov             | Oleg Nemchenko        |
| -58 kg | Karen Mnazakanjan           | Djamel Ainaoui               | Ergüder Bekisdamat    |
| -63 kg | Nikolai Alexejewitsch Monow | Şeref Eroğlu                 | Akaki Tschatschua     |
| -69 kg | Alexander Tretyakov         | Giorgi Dschintschwelaschwili | Rustam Adschy         |
| -76 kg | Torbjörn Kornbakk           | Marko Asell                  | Yvon Riemer           |
| -85 kg | Hamza Yerlikaya             | Thomas Zander                | Aleksandar Jovančević |
| -97 kg | Hakkı Başar                 | Anatol Fedarenka             | Konstantinos Thanos   |
| 125 kg | Sergei Mureiko              | Juha Ahokas                  | Alexander Bezruchkin  |

### Medaillenspiegel (Männer griechisch-römisch)
| Rang | Land         | Gold | Silber | Bronze |
| ---- | ------------ | ---- | ------ | ------ |
| 1    | Türkei       | 2    | 1      | 2      |
| 2    | Russland     | 2    | 0      | 2      |
| 3    | Schweden     | 1    | 0      | 0      |
|      | Polen        | 1    | 0      | 0      |
|      | Bulgarien    | 1    | 0      | 0      |
|      | Armenien     | 1    | 0      | 0      |
| 7    | Finnland     | 0    | 2      | 0      |
|      | Belarus      | 0    | 2      | 0      |
| 9    | Georgien     | 0    | 1      | 1      |
|      | Frankreich   | 0    | 1      | 1      |
| 11   | Deutschland  | 0    | 1      | 0      |
| 12   | Ukraine      | 0    | 0      | 1      |
|      | Griechenland | 0    | 0      | 1      |
|      | Jugoslawien  | 0    | 0      | 1      |

## Männer Freistil

### Ergebnisse
| Klasse | Gold                                         | Silber               | Bronze                          |
| ------ | -------------------------------------------- | -------------------- | ------------------------------- |
| -54 kg | Oleksandr Sacharuk                           | Namiq Abdullayev     | Mevlana Kulaç                   |
| -58 kg | David Pogosyan                               | Tadeusz Kowalski     | Murad Mustafajewitsch Umachanow |
| -63 kg | Magomed Azizov                               | Elbrus Tedejew       | Serafim Barsakow                |
| -69 kg | Arajik Geworgjan                             | Yüksel Şanlı         | Sasa Sasirow                    |
| -76 kg | Buwaissar Chamidowitsch Saitijew             | Alexander Leipold    | Kamil Kocaoğlu                  |
| -85 kg | Chadschimurad Saigidmagomedowitsch Magomedow | Nicolae Ghiță        | David Bichinashvili             |
| -97 kg | Luka Eldari Kurtanidze                       | Marek Garmulewicz    | Arawat Sabejew                  |
| 125 kg | David Musuľbes                               | Aljaksej Mjadswedseu | Sven Thiele                     |

### Medaillenspiegel (Männer Freistil)
| Rang | Land          | Gold | Silber | Bronze |
| ---- | ------------- | ---- | ------ | ------ |
| 1    | Russland      | 4    | 0      | 1      |
| 2    | Georgien      | 2    | 0      | 0      |
| 3    | Ukraine       | 1    | 1      | 2      |
| 4    | Armenien      | 1    | 0      | 0      |
| 5    | Polen         | 0    | 2      | 0      |
| 6    | Türkei        | 0    | 1      | 2      |
|      | Deutschland   | 0    | 1      | 2      |
| 8    | Belarus       | 0    | 1      | 0      |
|      | Rumänien      | 0    | 1      | 0      |
|      | Aserbaidschan | 0    | 1      | 0      |
| 11   | Bulgarien     | 0    | 0      | 1      |

## Frauen Freistil

### Ergebnisse
| Klasse | Gold            | Silber              | Bronze                      |
| ------ | --------------- | ------------------- | --------------------------- |
| -46 kg | Farah Touchi    | Mette Barlie        | Lidiya Karamchakova         |
| -51 kg | Elena Egochina  | Tanja Sauter        | Angelique Berthenet-Hidalgo |
| -56 kg | Anna Gomis      | Lene Aanes          | Sara Eriksson               |
| -62 kg | Nikola Hartmann | Natalya Vinogradova | Lise Golliot                |
| -68 kg | Anna Udycz      | Nina Englich        | Nina Strasser               |
| -75 kg | Monika Kowalska | Tatyana Komarnicka  | Anna Schamowa               |

### Medaillenspiegel (Frauen Freistil)
| Rang | Land        | Gold | Silber | Bronze |
| ---- | ----------- | ---- | ------ | ------ |
| 1    | Frankreich  | 2    | 0      | 2      |
| 2    | Polen       | 2    | 0      | 0      |
| 3    | Russland    | 1    | 1      | 2      |
| 4    | Österreich  | 1    | 0      | 1      |
| 5    | Deutschland | 0    | 2      | 0      |
|      | Norwegen    | 1    | 0      | 0      |
| 7    | Ukraine     | 0    | 1      | 0      |
| 8    | Schweden    | 0    | 0      | 1      |